# غوستاف لوفيفر
غوستاف لوفيفر (بالفرنسية: Gustave Lefèvre)‏ هو معلم موسيقى وملحن فرنسي، ولد في 2 يونيو 1831 في بروفين في فرنسا، وتوفي في 17 مارس 1910 في بولون-بيانكور في فرنسا.

## وصلات خارجية
- غوستاف لوفيفر على موقع ميوزك برينز (الإنجليزية)